# 馬場稔正
馬場 稔正（ばば としまさ）は、日本の実業家、投資家。MRT株式会社前代表取締役社長（CEO）である。

## 来歴
福岡県八女市出身。
20歳の時、運転する車と信号機の正面衝突事故で生死をさまよう。医師はじめ医療従事者に命を救ってもらったことで、医療界に恩返しするために、医師や医療機関医療をサポートする会社を作りたいと考える。
2000年、東京大学出身の医師とともに、「コンビニエンスストアのような医療施設」というコンセプトの「セブンデイズクリニック メディカルリサーチアンドテクノロジー」（現・MRT）に経営参画する。2010年、当時13名の社員から上場したいと懇願されて上場準備に入り、2014年にマザーズ上場を果たした。
この間、2012年英国国立ウェールズ大学経営大学院修士課程（MBA）を修了する。
2016年、スマートフォンによる遠隔診療・健康相談サービス「ポケットドクター」により、MRTは第1回ジャパンヘルスケアビジネスコンテスト（経済産業省主催、厚生労働省協力）でグランプリを獲得した。
2019年4月に、MRT代表取締役を退任。同年11月、再生医療のテクノロジー普及を目指す再生医療テクノロジー（株）（略称：RMT）を創業した。
2020年1月、新型コロナウイルス感染症対策の「中国武漢支援プロジェクト」で、日本の医師や医療施設から集まった救援物資を中国に寄付し、日本弁理士会副会長とともに駐日中華人民共和国大使館を訪問した。
2021年10月、インフルエンサーZ株式会社を創業した。インフルエンサーZ創業メンバーには、上場創業者社長、元読売巨人軍投手、元上海AKB、BIGO LIVEトップライバー、現役東大生ミスターが参画している。
2022年4月、「アート・マーケットの可能性を追求する」をミッションを掲げ株式会社TODOROKIに出資。
2022年8月、コンテンツ版Shopify「LITEVIEW」に山口豪志とともに参画した。